# Берёзовый домик и портал «Маска»
Берёзовый домик и портал «Маска» — единый ансамбль, построенный в конце XVIII века в Дворцовом парке Гатчины. 

## Описание
Сложенный из пудостского камня портал «Маска» (архитектор В. Бренна, 1795—1797 гг.) закрывает внешне скромный павильон (берёзовый домик), отделанный берёзовыми поленьями с неснятой корой. Такого рода павильоны-сюрпризы типичны для российских парков второй половины XVIII века. За их скромным видом (шалаш, бревенчато-соломенная хижина, сарай и т. п.) скрывается роскошный интерьер. Павильоны были предназначены для отдыха небольших гуляющих по парку компаний.
Гатчинский берёзовый домик вначале воспринимается как большая сложенная поленница. Эффект достигается контрастом облика павильона с его великолепным внутренним убранством. Обилие зеркал и удачно расположенные друг напротив друга окна зрительно увеличивают небольшую площадь зала павильона (около 25 кв. м.).
Среди возможных авторов Берёзового домика (1780-е годы) называют В. Бренну, Н. А. Львова, Ф. Виолье.
Портал сохранился в годы войны. Берёзовый домик, уничтоженный в период фашистской оккупации Гатчины, воссоздан в 1975 г. по проекту архитектора А. А. Кедринского.

## Изображения ансамбля
- Портал «Маска»
- Берёзовый домик
- Берёзовый домик и портал «Маска» — вид сбоку
- Портал «Маска»
- Интерьер Берёзового домика
- Плафон внутри Берёзового домика
- Берёзовый домик, угол падуги
- Берёзовый домик, десюдепорт